# The Passion of the Christ
The Passion of the Christ er en amerikansk film fra 2004 instrueret af Mel Gibson om Jesu Kristi sidste timer på jorden. Filmen begynder med hans anholdelse af romerne, hvor Judas forråder ham med et kys. Den slutter med genopstandelsen.
I filmen tales aramæisk, som er det sprog, som Jesus talte. Filmen blev bl.a. kendt for sin brutalitet i f.eks. piskescenen og korsfæstelsesscenen og er blevet fremhævet som et eksempel på torture porn. Musikken er komponeret af John Debny. Jesus spilles af Jim Caviezel. 
Filmen, der er den tiendemest sete film i biograferne i USA, tog 12 år at lave.[kilde mangler]
Filmen er delvist optaget i de syditalienske hulebyer Matera og Craco.

## Rolleliste
- Jim Caviezel som Jesus Kristus
- Maia Morgenstern som Maria
- Monica Bellucci som Maria Magdalene
- Hristo Jivkov som Johannes
- Francesco DeVito som Peter
- Luca Lionello som Judas Iskariot
- Hristo Shopov som Pontius Pilatus
- Rosalinda Celentano som Satan
- Claudia Gerini som Sankt Procula
- Fabio Sartor som Abenader
- Luca De Dominicis som Herodes Antipas
- Mattia Sbragia som Joseph Kajfas (sv)
- Chokri Ben Zagden som Jakob
- Toni Bertorelli som Annas ben Seth
- Jarreth Merz som Simon af Kyrene
- Sergio Rubini som Dismas
- Francesco Cabras som Gesmas
- Giovanni Capalbo som Cassius
- Roberto Bestazoni som Malchus
- Sabrina Impacciatore som Seraphia
- Pietro Sarubbi som Barabbas
- Matt Patresi som Janus
- Emilio De Marchi som Hånlig Romer 1
- Roberto Visconti som Hånlig Romer 2
- Lello Giulivo som brutal Romer

## Anerkendelser
Vandt
- National Board of Review, Award for Freedom of Expression (2004)
- People's Choice Awards – Favorite Motion Picture Drama (2004)
- Satellite Awards –  Best Director – Mel Gibson
- Moviefone Moviegoer Awards – Best Picture
- Ethnic Multicultural Media Academy Award – Best Film Production
- Ethnic Multicultural Media Academy Award – Best Film Actress – Maia Morgenstern
- Motion Picture Sound Editors, USA, Golden Reel Award – Best Sound Editing in a Feature Film – Music – Michael T. Ryan
- Golden Knight Film Festival – Grand Prix – Mel Gibson
- Golden Knight Film Festival – Best Actor – Hristo Shopov
- ShoWest / USA Today / Coca-Cola – Consumers Choice for Favorite Movie Award
- American Society of Composers, Authors and Publishers –ASCAP Henry Mancini Award – John Debney
- Hollywood Film Festival, USA – Hollywood Producer of the Year – Mel Gibson
- Catholics in Media Associates – Film Award – Mel Gibson
- Cinema Writers Circle Awards, Spain – Best Foreign Film
- GMA Dove Award, The Passion of the Christ Original Motion Picture Soundtrack, Instrumental Album of the Year (2004)

Nomineringer
- Academy Awards, USA – Oscar for Best Cinematography (2004) – Caleb Deschanel
- Academy Awards, USA – Oscar for Best Makeup (2004) – Keith Vanderlaan, Christien Tinsley
- Academy Awards, USA – Oscar for Best Original Score (2004) – John Debney
- American Society of Cinematographers, USA – ASC Award for Outstanding Achievement in Cinematography in Theatrical Releases (2004) – Caleb Deschanel
- Motion Picture Sound Editors Golden Reel Award for Best Sound Editing for Music in a Feature Film (2004)
- Broadcast Film Critics Association Awards – BFCA Award for Best Popular Movie (2004)
- Irish Film and Television Awards – Jameson People's Choice Award for Best International Film
- Motion Picture Sound Editors, USA, Golden Reel Award – Best Sound Editing in Domestic Features – Dialogue & ADR
- MTV Movie Awards – Best male performance – Jim Caviezel

## Fodnoter
1. ↑  "The Passion of the Christ (18)". British Board of Film Classification. 18. februar 2004. Hentet 2. juni 2013.
2. ↑  "The Passion – Recut (15)". British Board of Film Classification. 25. februar 2005. Hentet 2. juni 2013.
3. 1 2  "The Passion of the Christ (2004)". Box Office Mojo. Hentet 2009-02-05.
4. ↑  Rikke Schubart: Torture Porn (Filmmagasinet Ekko nr. 47, 2009)